# Горбач Катерина Олексіївна
Катерина Олексіївна Горбач (23 червня 1950) — українська поетеса, перекладачка, доктор славістики.

## З біографії
Народилася 23 червня 1950 року у Мюнхені (Німеччина). 
Студіювала славістику в університетах Мюнхена, Берліна, Гетінгена. Закінчила філософський факультет УВУ.
З 1977 року — на видавничо-редакційній роботі. У 1985—1988 роках у Франції видавала чотиримовний бюлетень правозахисного руху «Українська пресова служба». З 1988 року працювала головною редакторкою тижневика для жінок «Максі» (Париж).

## Творчий доробок
Переклала німецькою мовою:
- Том 2 «Віки ХVI–XVIII. Частина перша» та том 3 «Віки XVI—XVIII. Частина друга» (обидва — Ґісен, 1975)
- Том 2 «Історії української літератури» М. Возняка
- збірку віршів І. Калинця «Підсумовуючи мовчання» (Дармштадт, 1975)
- спогади «У карнавалі історії» Л. Плюща (Відень, 1978)

Авторка збірок поезій:
- «Звідомлення» (1968)
- «Мій слід на воді» (1976)